# Маяк (Міякинський район)
Мая́к (рос. Маяк, башк. Маяк) — присілок у складі Міякинського району Башкортостану, Росія. Входить до складу Біккуловської сільської ради.
Населення — 122 особи (2010; 204 в 2002).
Національний склад:
- башкири — 70%